# Moussa Narry
Moussa Narry (Maradi, Níger, 19 de abril de 1986 es un futbolista nigerino, naturalizado ghanés. Juega de centrocampista y su equipo actual es el Riffa Club de la Liga Premier de Baréin.

## Selección nacional
Ha sido internacional con la Selección de fútbol de Ghana, ha jugado 6 partidos internacionales.

### Participaciones Internacionales
| Torneo                         | Sede   | Resultado  |
| ------------------------------ | ------ | ---------- |
| Copa Africana de Naciones 2010 | Angola | Subcampeón |

## Clubes
| Club            | País                   | Año           |
| --------------- | ---------------------- | ------------- |
| Sahel SC        | Níger                  | 2005-2006     |
| Étoile du Sahel | Túnez                  | 2006-2008     |
| AJ Auxerre      | Francia                | 2008-2010     |
| Le Mans FC      | Francia                | 2010-2012     |
| Sharjah FC      | Emiratos Árabes Unidos | 2012-2013     |
| Al-Orobah F.C.  | Arabia Saudita         | 2014-2015     |
| Riffa Club      | Baréin                 | 2015-presente |